# Біжоєв Тимур Асланович
Тимур Асланович Біжоєв (рос. Тимур Асланович Бижоев; нар. 22 березня 1996, Нарткала, Урванський район, Кабардино-Балкарія) — російський борець вільного стилю, бронзовий призер чемпіонату Європи, володар Кубку світу.

## Життєпис
Займатися боротьбою почав з п'яти років у секції боротьби в рідній Нарткалі, куди батько привів його разом зі старшим братом. Згодом брат кинув боротьбу, а Тимур залишився. З 12 років почав тренуватися в Нальчику.
У 2013 році став бронзовим призером чемпіонату світу серед кадетів. У 2018 році медаль такого ж ґатунку здобув на чемпіонату світу серед молоді.

## Спортивні результати на міжнародних змаганнях

### Виступи на Чемпіонатах світу
| Змагання                        | Збірна | Вагова категорія          | Місце  |
| ------------------------------- | ------ | ------------------------- | ------ |
| Чемпіонат світу з боротьби 2021 | Росія  | вільна боротьба, до 74 кг | Бронза |

### Виступи на Чемпіонатах Європи
| Змагання                         | Збірна | Вагова категорія          | Місце  |
| -------------------------------- | ------ | ------------------------- | ------ |
| Чемпіонат Європи з боротьби 2019 | Росія  | вільна боротьба, до 74 кг | Бронза |

### Виступи на Кубках світу
| Змагання                    | Збірна | Вагова категорія | Місце  |
| --------------------------- | ------ | ---------------- | ------ |
| Кубок світу з боротьби 2019 | Росія  | команда          | Золото |

### Виступи на інших змаганнях
| Змагання                                    | Збірна | Вагова категорія               | Місце  |
| ------------------------------------------- | ------ | ------------------------------ | ------ |
| Гран-прі «Іван Яригін» 2017                 | Росія  | вільна боротьба, до 70 кг      | 5      |
| Інтерконтінентальний кубок з боротьби 2017  | Росія  | вільна боротьба, до 74 кг      | Золото |
| Турнір Аланії з боротьби 2017               | Росія  | вільна боротьба, до 74 кг      | Бронза |
| Міжнародний турнір Дінмухамеда Кунаєва 2017 | Росія  | вільна боротьба, до 74 кг      | Бронза |
| Чемпіонат Росії з боротьби 2018             | Росія  | вільна боротьба, до 74 кг      | Бронза |
| Турнір Олександра Медведя 2018              | Росія  | вільна боротьба, до 74 кг      | Срібло |
| Турнір Аланії з боротьби 2018               | Росія  | вільна боротьба, до 74 кг      | Золото |
| Гран-прі «Іван Яригін» 2019                 | Росія  | вільна боротьба, до 74 кг      | 5      |
| Чемпіонат Росії з боротьби 2019             | Росія  | вільна боротьба, до 74 кг      | Бронза |
| Турнір Володимира Семенова 2019             | Росія  | вільна боротьба, до 74 кг      | Золото |
| Кубок Алроси 2019                           | Росія  | Multiple Style Event, до 74 кг | Золото |
| Кубок Алроси 2019                           | Росія  | Multiple Style Event, команда  | Золото |
| Турнір Аланії з боротьби 2019               | Росія  | вільна боротьба, до 74 кг      | Бронза |
| Гран-прі «Іван Яригін» 2020                 | Росія  | вільна боротьба, до 74 кг      | 5      |
| Чемпіонат Росії з боротьби 2020             | Росія  | вільна боротьба, до 74 кг      | Бронза |
| Чемпіонат Росії з боротьби 2021             | Росія  | вільна боротьба, до 74 кг      | 5      |

### Виступи на змаганнях молодших вікових груп
| Змагання                                      | Збірна | Вагова категорія          | Місце  |
| --------------------------------------------- | ------ | ------------------------- | ------ |
| Чемпіонат світу з боротьби серед кадетів 2013 | Росія  | вільна боротьба, до 69 кг | Бронза |
| Чемпіонат світу з боротьби серед молоді 2018  | Росія  | вільна боротьба, до 74 кг | Бронза |